# Cantón de Poás
Poás es el octavo cantón de la provincia de Alajuela, Costa Rica. La ciudad de San Pedro, se encuentra ubicado a unos 35 km al noroeste de la capital San José, en las faldas de la cordillera Volcánica Central. Está dividido en cinco distritos. 
Su cabecera con categoría de ciudad es  San Pedro.
En el cantón de Poás se levanta una de las maravillas naturales más grandes del país, el volcán Poás, un estratovolcán activo de 2708 m s. n. m., cuyo parque nacional es el más visitado de Costa Rica. La gran cantidad de nacientes de agua que emergen de las faldas del volcán ha ocasionado que al cantón de Poás se le conozca como "El cantón hídrico de Costa Rica".

## Toponimia
El nombre del cantón deriva del volcán Poás, conocido con este nombre al menos desde la colonia española. En 1663 aparece registrado por primera vez el nombre Poás para referirse a los territorios ubicados al oeste del río Poás, entre los actuales cantones de Grecia y Alajuela, con el nombre de "Potreros del Púas". Para 1782, la cabecera del cantón de Poás, San Pedro, era llamada también Púas.
El nombre del cantón según una versión popular, se debe a que en el lugar donde se originó el poblado, se conoció, en un principio, como el sitio de Púas, debido a la existencia en el mismo de gran cantidad de plantas de mora, que tienen muchas púas; voz que evolucionó a Poás.
Se presume que la palabra Poás es de origen prehispánico, de origen huetar, derivada de los términos Poasi o Puasi, de significado desconocido. Otras hipótesis apuntan a que la palabra es un derivado de la palabra latina Púa, debido a que en el territorio de las faldas del Poás es abundante la presencia de bromeliáceas, planta cuyas hojas tienen forma de espinas.

## Historia
Durante siglos, la historia antigua del territorio que ocupa en la actualidad el cantón de Poás , ha sido un misterio. Pero, pero en los últimos años, los hallazgos arqueológicos y nuestras nuevas  interpretaciones de ellos y de los archivos coloniales además comienzan a dar respuestas para los  habitantes del cantón de Poás. Según el historiador Percy Rodríguez Argüello, las bitácoras de los arqueólogos del Museo Nacional de Costa Rica, en los sitios arqueológicos Río Prendas, Poás, Quebrada Caña, Solís y San Pedro, donde se han realizado excavaciones e  investigaciones arqueológicas, permiten establecer dos patrones en el poblamiento prehispánico de  Poás: el  primero, entre el 300 y 800 d. C., donde se observa presencia del ser humano en el actual territorio  del cantón de Poás, con evolución de aldeas dispersas o complejas; en el segundo patrón, lo vamos  a encontrar entre el año 800 y 1562 d. C., y es ahí donde observamos el desarrollo de una  organización social cacical sumamente compleja. ¿Significa entonces, que antes de año 300 d. C, no existió presencia del ser humano en Poás? pues no lo sabemos con certeza, la evidencia encontrada en las excavaciones en el cantón, aún no lo demuestra. 
Los vestigios de un poblamiento más antiguo se encuentran ocultos en las montañas, en las fincas y debajo de la masa asfáltica y urbanística. Es probable que en el futuro nuevas tecnologías nos permitan conocer los sitios arqueológicos que aún no conocemos; pero, por el momento, la evidencia establece la presencia del ser humano en el actual territorio de Poás, a principios del primer milenio. Pero, un hallazgo importante en el cantón de Poás se encontró en el enigmático sitio  arqueológico Río Prendas, lo que nos permite a los historiadores reescribir la historia antigua: En el sitio arqueológico Río Prendas, la arqueóloga Myrna Rojas encontró una escalinata para salvar el cauce del río del mismo nombre, este hallazgo es completamente inusual y quizás solo existan  dos ejemplos de esta técnica en la zona inter montana central; fechó el hallazgo en el primer milenio antes de Cristo. Posteriormente, estuvieron los indígenas botos, que formaban parte del Reino Huetar de Occidente y eran tributarios del rey Garabito.
Entre los siglos XVII y XVIII, los indígenas fueron desplazados hacia las llanuras de San Carlos por colonos mestizos provenientes la Villa Vieja de Heredia, la ciudad de Cartago, la Villa Nueva de la Boca del Monte, el Pueblo de Indios de Barva, y el caserío de La Lajuela.
En 1662, el gobernador español, Rodrigo Arias Maldonado y Góngora, reportó unos potreros en el llano de Púas.
El primer documento que menciona el caserío de Poás es la carta del párroco de la villa Vieja de Heredia, Juan Manuel López del Corral, escrita en 1782 para el Obispo de Nicaragua, Nicoya y Costa Rica, Don Esteban Lorenzo de Tristán. Se mencionan 5 caseríos: Los Targuases, La Alajuela, Las Ciruelas, Río Grande y Púas. El más lejano desde Heredia era Púas.
Entre los primeros colonizadores de Poás se mencionan: Ramón Herrera, Antonio Murillo, Torcuato Chaves, Juan Zamora, y otros.
En 1813 el Cabildo de la Villa Hermosa de Alajuela amenazó a los vecinos en el caserío de Púas, que si no se trasladaban a la villa les mandarían tropas del gobierno español a quemarles los ranchos que tenían hechos. De manera que el pueblo de Poás es uno de los más antiguos de Costa Rica, con verdadero origen colonial.
Los potreros de Poás estaban realmente en este lugar, en este cantón. Si durante los siglos XVII y XVIII, los Potreros de Poás fueron zona de paso y descanso de mulas, ¿en qué momento se comenzó a poblar el territorio del actual cantón de Poás? Existe un debate entre los historiadores. Recientemente, "encontré un documento en el Archivo Nacional de Costa Rica del año 1838, que indica que hacía 20 años existía un camino que pasaba por La Calabaza, en el paraje de Poás, es decir, que en el año 1818 y está firmado por muchos de los vecinos que después encontraremos en varios censos años después. Este nuevo hallazgo me lleva a proponer que el sitio de La Calabaza se comenzó a poblar en el año 1818"; es decir estamos hablando de que La Calabaza tendría más de 200 años, es decir es anterior a la independencia del país.
Rápidamente se construyó una ermita en ese lugar que sería conocido como "El sitio de la calabaza", debido a una gran planta de esta especie que se encontraba allí.
Los orígenes del poblamiento de estas  tierras, según el libro "Historia de Poás", publicado en el año 2021, del historiador Percy Rodríguez: el río Prendas se menciona por primera vez en el año 1815; el Sitio de La Calabaza se  comenzó a poblar en el año 1818; los parajes de Carrillos, Sabana Redonda y Platanillo se citan  por primera vez entre los años 1830 y 1832; Chilamate en el año 1845; y los ríos Mastate y quebrada Zamora para esa misma época, la educación comenzó según nuestra investigación en 1849, pero este documento que se está pasando es un documento que habla de la primera escuela en La Calabaza, del primer maestro, de los primeros alumnos, de los cursos que llevaban y ese hallazgo de un nuevo documento arroja luz sobre el enigma de los orígenes de la educación  en el sito de La Calabaza. Esta réplica de un documento del Archivo Nacional de Costa Rica, fechado 13 de mayo de 1849, ahí se observa que existía una escuela de primeras letras en el barrio de La Calabaza en el año 1849 mucho antes de lo que se creía, luego, en el año 1872 se incorporó a las planillas de la Secretaría de Instrucción Pública y más tarde, en el año 1886, con la ley de educación común y las reformas de don Mauro Fernández, se crearon los primeros distritos escolares. Existía un vacío de información sobre lo escrito en este sentido, por lo que de alguna manera esta investigación es precursora. Todos estos textos en palabras del Historiador Percy Rodríguez, al Consejo municipal del cantón en diciembre de 2021. MUNICIPALIDAD DEL CANTÓN DE POÁS ACTAS -SESIONES CONCEJO MUNICIPAL. Poasdigital.go.cr.
Para finales del siglo XIX la región de Occidente, especialmente el cantón de Grecia se había desarrollado enormemente gracias a la agricultura (principalmente el café y la caña de azúcar). Poás se benefició enormemente con este desarrollo, y sentía la necesidad de convertirse en cantón de Costa Rica. 

### Cantonato
Tras muchos intentos fallidos y negativas del presidente de la época Rafael Iglesias Castro, el 15 de octubre de 1901 se erige el cantón de Poás, el único creado durante esa administración, nombrado así en honor el volcán Poás que se encuentra cerca del mismo.
Gran Parte de su historia está retratada en el Libro Generalidades del Cantón de Poás del autor Eliécer Murillo Esquivel, oriundo de la comunidad, así como en los libros Historia del cantón de Poás (2001) e Historia de Poás (2021), ambos del historiador Percy Rodríguez Argüello.

## Ubicación
Limita al norte con los cantones de Sarchí y Alajuela, al sur y este con Alajuela y Grecia, y al oeste con Grecia. 

## Geografía
Cantón de Poás cuenta con un área de 74,48 km² y una altitud media de 1176 m s. n. m.

## División administrativa
Actualmente el cantón de Poás cuenta con cinco distritos, que son:
- San Pedro
- San Juan
- San Rafael
- Carrillos
- Sabana Redonda

### Leyes y decretos de creación y modificaciones
- Ley 14 de 15 de octubre de 1901 (Crea este cantón y sus límites, segregado del cantón Alajuela).
- Decreto 766 de 26 de octubre de 1949 (Menciona límites de este cantón con Grecia y Sarchí).
- Ley 3200 de 21 de septiembre de 1963 (Título de ciudad a la villa de San Pedro).

### Cartografía
- Hojas del mapa básico, 1:50 000  (IGNCR): Naranjo, Barva, Poás.
- Hojas del mapa 1:10 000  (IGNCR): Caracha, Carbonal, Chilamate, Gertrudis, Rosales, Tacacorí, Tacares.

## Demografía
Para el año 2022, Cantón de Poás cuenta con una población estimada de 36 207 habitantes, y para el último censo efectuado, en 2011, Cantón de Poás contaba con una población de 29 199 habitantes.
De acuerdo al censo nacional del 2011, la población del cantón era de 29 199 habitantes, de los cuales, el 7,5 % nació en el extranjero. El mismo censo destaca que había 7906 viviendas ocupadas, de las cuales, el 70,1 % se encontraba en buen estado y había problemas de hacinamiento en el 4,1% de las viviendas. El 57,9% de sus habitantes vivían en áreas urbanas.
Entre otros datos, el nivel de alfabetismo del cantón es del 97,4%, con una escolaridad promedio de 7,5 años.
El mismo censo detalla que la población económicamente activa se distribuye de la siguiente manera:
- Sector primario: 16,8%
- Sector secundario: 24,4%
- Sector terciario: 57,8%

Para el año 2012 presentaba un índice de desarrollo humano de 0.713, según el Programa de las Naciones Unidas para el Desarrollo.

## Economía
Las principales actividades económicas del cantón de Poás son la agricultura y el turismo. El café que se produce en el cantón de Poás es uno de los más reconocidos en el país, puesto que es un café de altura cultivado en un suelo rico en material volcánico. El cantón también es conocido por el cultivo de la fresa, de gran calidad gracias a la fertilidad del terreno y la altitud. Otro producto destacado de la zona es el Queso palmito, un queso criollo de Costa Rica hecho a base de leche entera con pasta hilada. También se cultivan helechos y flores para la exportación. Un número creciente de la población trabaja en el sector de servicios.

## Conservación de la Biodiversidad en Poás: un estudio de caso sobre regeneración natural del bosque muy húmedo premontano en San Juan de Poás[13]
La regeneración natural es un proceso clave para la recuperación de hábitats degradados por la deforestación y una estrategia de restauración ecológica de bajo costo basada en la naturaleza. Un estudio publicado en la revista científica Cuadernos de Investigación UNED analizó la composición florística de un fragmento de bosque muy húmedo premontano en regeneración, ubicado en San Juan de Poás, Costa Rica. La investigación identificó un total de 74 familias, 144 géneros y 170 especies nativas, además de 15 familias, 21 géneros y 22 especies introducidas, junto con un híbrido. Las familias con mayor diversidad de géneros y especies fueron  Asteraceae, Fabaceae, Solanaceae, Rubiaceae, Euphorbiaceae, Polypodiaceae, Lauraceae  y  Pteridaceae . Entre los géneros más representativos se encontraron Solanum, Pleopeltis, Pteris, Croton y Piper. Asimismo, se registraron dos especies endémicas: Costus montanus y Sechium tacaco. En cuanto a los hábitos de crecimiento, el 95 % de las especies son terrestres, un 4 % epífitas facultativas y un 1 % holoepífitas. La distribución por formas de vida incluye un 30 % de árboles, 29 % de arbustos, 27 % de hierbas, 9 % de lianas y 5 % de sufrútices. Además, el 64 % de las especies identificadas son estrictamente heliófitas, mientras que el 36 % puede tolerar condiciones de sombra. Se documentaron nombres comunes para 148 especies. El estudio concluyó que el fragmento de bosque analizado en San Juan de Poás se encuentra en una fase temprana de regeneración, con una composición de especies característica de los bosques premontanos del Valle Central de Costa Rica, lo que resalta la importancia de su conservación.